# Catocala taiwana
Catocala taiwana là một loài bướm đêm trong họ Erebidae.